# Ajia Irini

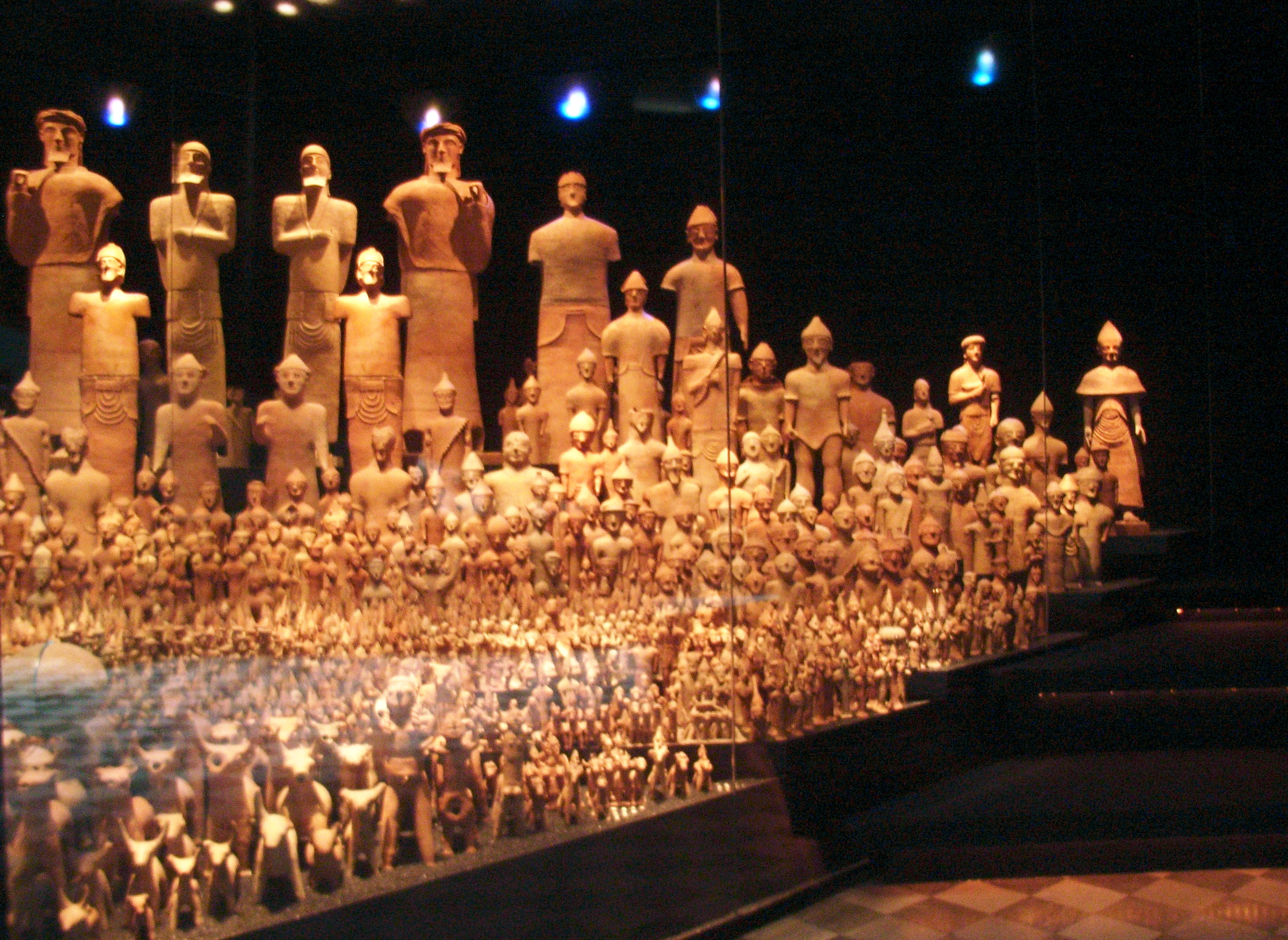
Terrakottafigurer från kultplatsen Ajia Irini utställda på Medelhavsmuseet, Stockholm

Ajia Irini, eller Agia Eirini eller Agia Irini, (grekiska: Άγια Ειρήνη, turkiska: Akdeniz) är en by vid  Morphou Bay, ca 10 km norr om Morphu. Byn ligger inom distriktet Kyrenia och lyder under Nordcypern.

## Kultplatsen Ajia Irini

Utgrävningen i Ajia Irini tog plats vid Papa Prokopios mark. Här syns Prokopios vid utgrävningen samt många av de som arbetade på utgrävningen.

Strax utanför byn grävde den svenska Cypernexpeditionen, ledd av Einar Gjerstad, ut en kultplats. Kultplatsen användes omkring 1200 f. Kr. till det första århundradet f. Kr. även om den var ur bruk under vissa perioder.  Den viktigaste perioden var under 650–500 f.Kr. och det är från denna tid de flesta av fynden är ifrån. 2000 statyer hittades en halv meter under sandjorden. Figurerna var liggande och stående, grupperade i form av en halvcirkel som påminde om en teater. Figurerna föreställde präster, krigare och vanliga människor. Vissa kommer med votivgåvor, dansar eller spelar musikinstrument. Vagnar med hästar och tjurar hittades också. Statyerna är i olika storlekar, den största är naturlig storlek. En av dem kallas offerprästen och han bär en lång dräkt och en turban. Enligt arkeologerna höll han troligen en offerkniv i sin upphöjda, vänstra hand.

I den första fasen var helgedomen ett komplex av rektangulära hus omringade av murar skapta från lertegel, stående på solida stengrunder. Innanför murarna fanns även en stor öppen gårdsplan. Det verkar som om de västra och norra husen användes av prästerna för levnad och förråd. Husen i mitten och de södra husen användes troligen för kultiska ändamål med huset i mitten som det centrala kulthuset. Detta hus består av två rum. Det var här alla kultföremål hittades, exempelvis offerbord, stora pithoi, skålar, libationskärl, en kultyxa av sten och tjurar i terrakotta. Arkeologerna fick intrycket att detta var en agrarisk kult som dyrkade gudar som skyddade grödor och boskap och fyllde förrådsrummen med majs, vin, oliver, honung och grönsaker. Produkter av detta slag offrades sannolikt även till gudarna. Arkeologerna hittade inte det officiella kultföremålet men påpekade att gudomen antagligen dyrkades i form av en tjur, vilket är representativt för fertilitetskulter eftersom tjurar är förknippade med fertilitet. Kultföremålet kan ha förstörts eller förflyttats. Under en senare fas var kultföremålet en oval sten som fungerade som en betyl, med andra ord en helig sten. Denna betyl kan även ha varit kultföremålet i den tidigare kulten och sedan förflyttats till den nya helgedomen.

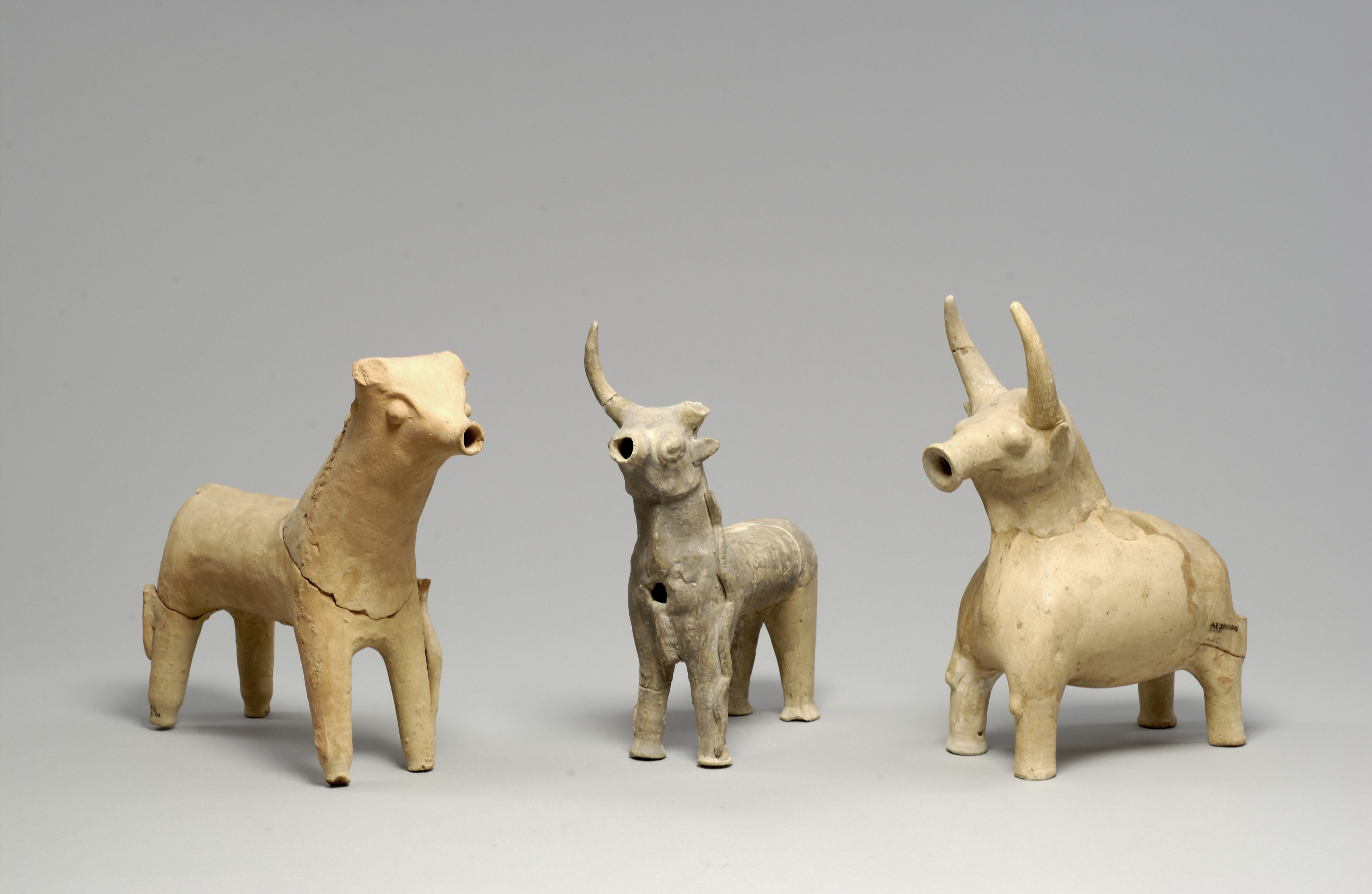
Tre tjurar av terrakotta från Ajia Irini.
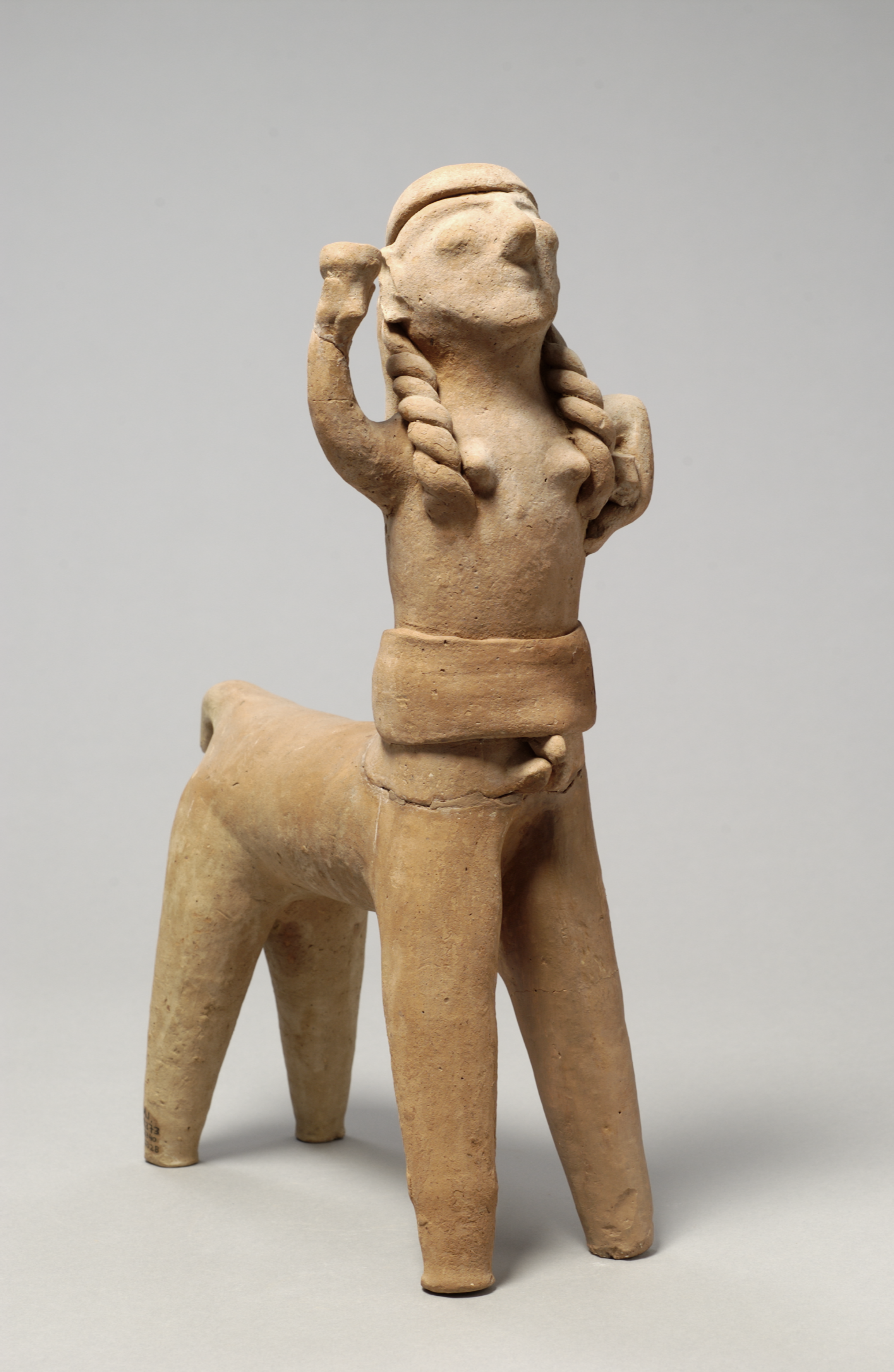
Terrakottafigurin som föreställer en minotaur.
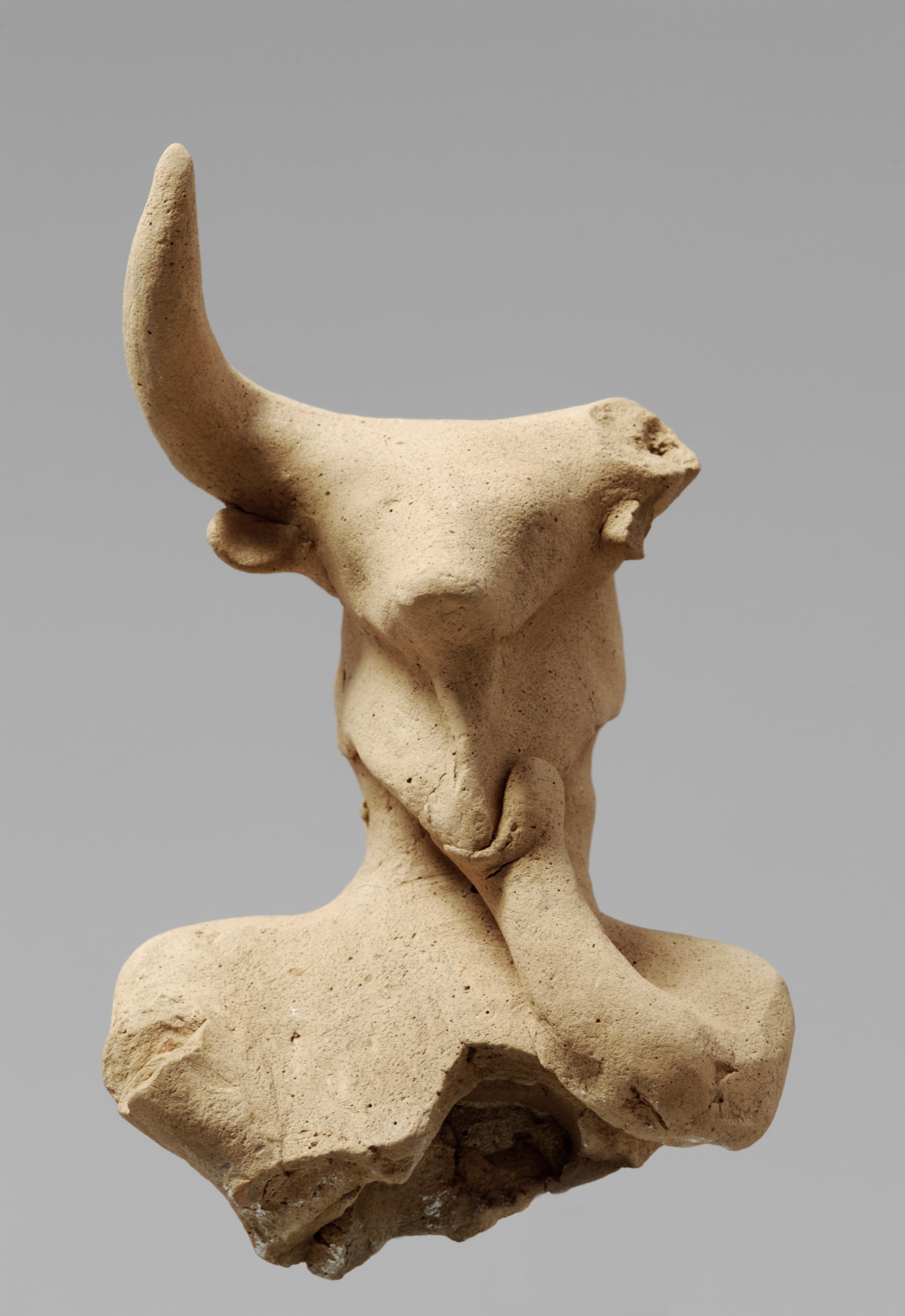
Terrakottafigurin med en tjurmask. Ajia Irini.

Under den geometriska perioden täcktes den gamla helgedomen med röd jord och en ny helgedom invigdes ovanpå den gamla. Denna helgedom skiljer sig från den tidigare. I stället för att ett slutet kulthus med tak kombinerat med ett byggnadskomplex av rektangulär form hade den nya helgedomen ett öppet temenos av oregelbunden form som omgavs av en peribolos skapad av röd jord. Ett lågt altare byggdes i närheten av offerbordet. Majoriteten av votivgåvorna från denna period var terrakottastjurar som placerades runt altaret. Altaret var täckt med ett lager av aska, karboniserat material och djurben. Därför drog arkeologerna slutsatsen att kulten förblev en fertilitetskult med en gudom i form av en tjur. Dessutom verkar det som om kulten började med blodsoffer under denna period. Helgedomen fortsatte på detta vis tills mitten av den cypro-geometriska perioden då peribolosen förhöjdes och en ny, rektangulär, pelare restes som altare. De gamla votivgåvorna av terrakotta flyttades till en deposit nära det nya altaret. Under denna period förändrades också votivens motiv. Djurfigurer fanns kvar, men nu dyker även minotaurer och människofigurer upp. Således kvarstod några av de gamla typerna i kombination med nya modifierade typer. Några av tjurarna och minotaurerna bär ormar slingrandes längs halsen och ryggen. Även ormen kan ses som en fertilitetssymbol. Skulpturerna av människor kan tolkas som kultmedlemmarna som dyrkar gudomen. Under denna period blev den dyrkade gudomen mer antropomorfisk och de beväpnade människorna och vagnstatytterna kan antyda att guden vid denna period var en gud över både krig och fruktbarhet.

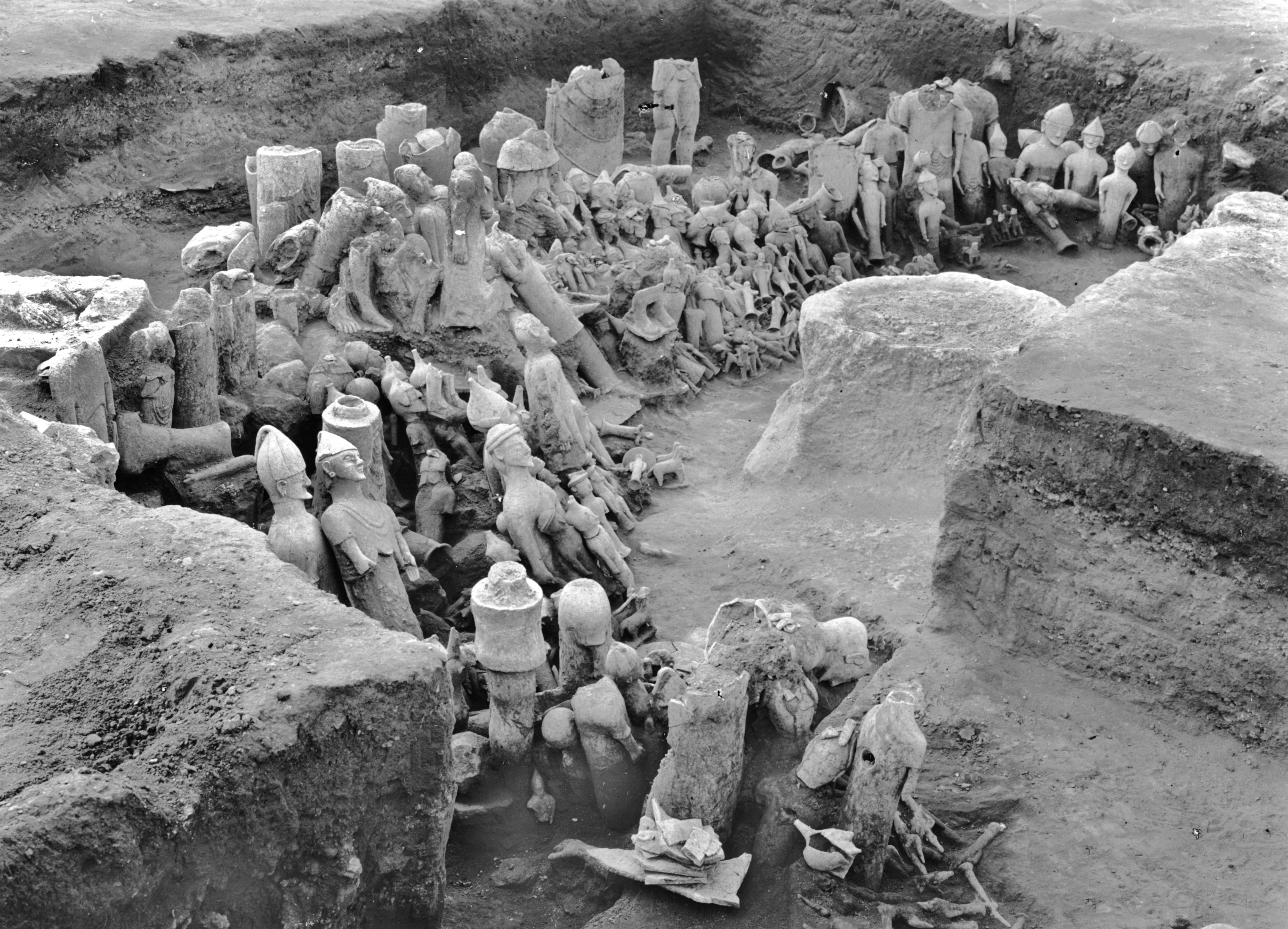
Helhetsbild. Ajia Irini.

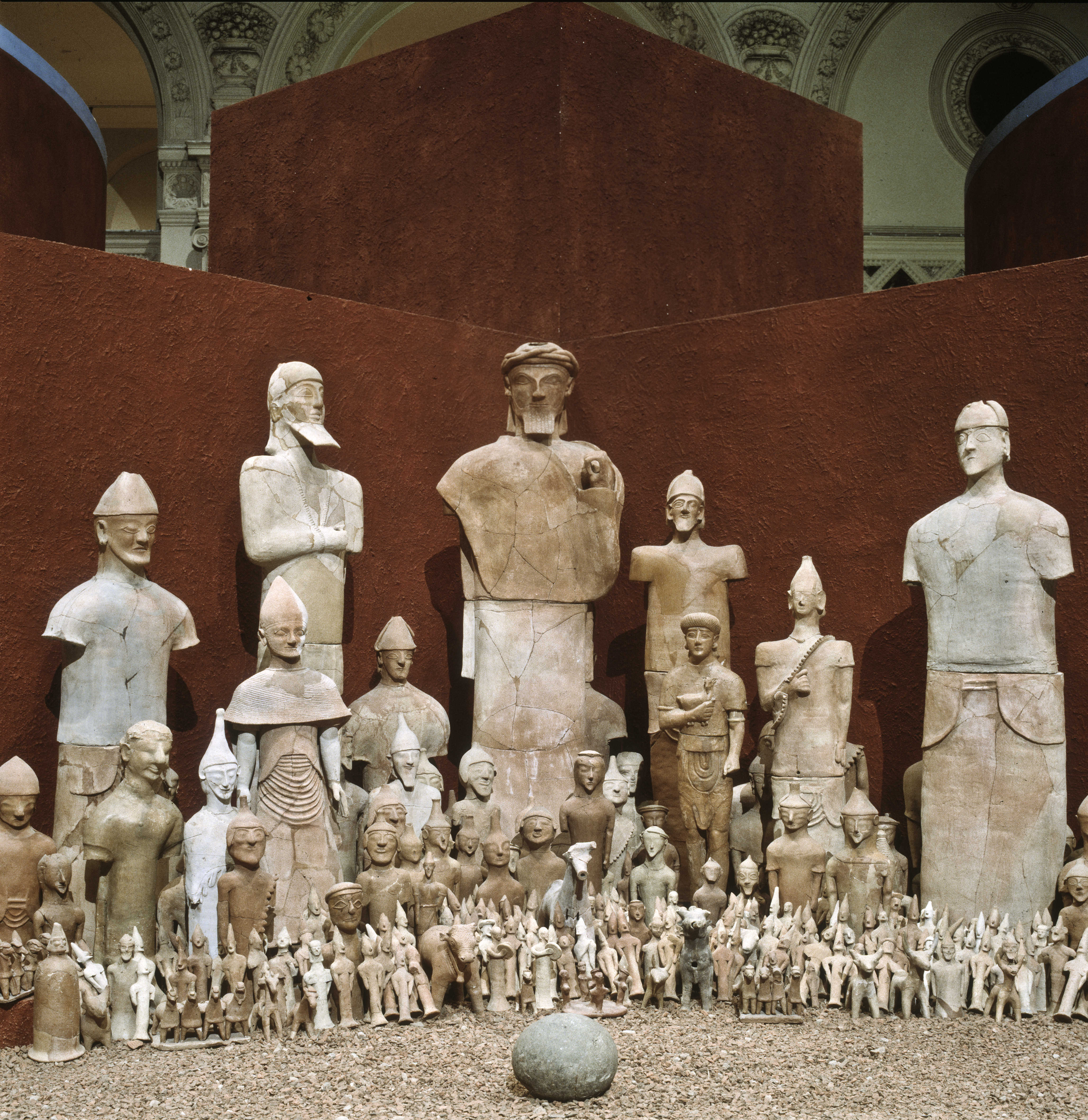
Terrakotter skulpturer samt betylen från en tidigare utställning på Medelhavsmuseet.

Under mitten av den cypro-arkaiska perioden skapades återigen ett nytt temenos ovanpå det gamla. Kontinuiteten av kulten och votivgåvorna som återigen flyttades till den nya helgedomen fortsatte. Denna cypro-arkaiska period är helgedomens främsta period. Altaret från den tidigare fasen fortsatte att användas samtidigt som temenos gränser breddades. Ytterligare byggdes en ny peribolos runt denna breddade helgedom. Två byggnader uppfördes i söder och verkar ha använts som inhägnader för heliga träd, liknande de inhägnaderna minoerna hade för heliga träd. Arkeologerna hittade figurer med tjurmasker och tolkade dessa som präster. Dessa kan vara en ledtråd till åtminsonte några av kultens ritualer. Ytterligare indikerar många figuriner med tamburiner och flöjter att musik var ett viktigt inslag i kulten. Votivgåvorna vid denna period består främst av terrakottaskulpturer i olika storlek som arrangerades runt altaret i halvcirklar. De minsta skulpturerna placerades närmast altaret och de större bakom.

Alfred Westholm omfamnar ett stort förrådskärl, pithos från ca. 14500–1200 f.Kr. Ajia Irini.

I mitten av den cypro-arkaiska perioden översvämmades helgedomen och täcktes med ett lager av sand och grus vilket bidrog till mindre förändringar i helgedomen även om kulten återhämtade sig. Senare översvämmades helgedomen flera återkommande gånger vilket ledde till slutfasen av den cypro-arkaiska perioden, ca. 510-500 f.Kr., när helgedomen övergavs. Under första århundradet f.Kr. förekom ett återupplivande av kulten men denna kult var mycket mindre och fattigare än den tidigare vilket har resulterat i få arkeologiska spår. Långt senare byggdes en liten kyrka tillägnad Ajia Irini (helig fred) på samma plats.
På andra sidan dalen grävde den svenska Cypernexpeditionen ut stenhuggna gravar. De tidigaste  gravarna härifrån är från den cypro-geometriska perioden och de senaste från romartiden. Längre ner, nära havet, finns ruiner av en liten antik stad. De tidigaste de daterbara fynden som observerats är från hellenistisk tid. Senare, i modern tid, glömdes helgedomen bort och blev en åker tills den dag då Papa Prokopios insåg att han hade odlat majs ovanpå en antik helgedom fylld av terrakottaskulpturer.
1931 skeppades hälften av föremålen till Sverige efter tillstånd från den brittiska kolonialregeringen. Den andra hälften finns på museet i Nicosia.